# Голле
Голле (нім. Holle) — громада в Німеччині, розташована в землі Нижня Саксонія. Входить до складу району Гільдесгайм.
Площа — 61,15 км2. Населення становить 7075 ос. (станом на 31 грудня 2021).